# Polyplectropus anakpungut
Polyplectropus anakpungut är en nattsländeart som beskrevs av Malicky 1995. Polyplectropus anakpungut ingår i släktet Polyplectropus och familjen fångstnätnattsländor. Inga underarter finns listade i Catalogue of Life.